# シャマナシャマナ 〜月とこころと太陽の魔法〜
『シャマナシャマナ 〜月とこころと太陽の魔法〜』（シャマナシャマナ つきとこころとたいようのまほう）は、キャラメルBOXより発売されたアダルトゲーム作品。珍しいことに公式サイトに全キャラクターの攻略法が載っている。

## 歴史
- 2004年5月28日 - Windows用初回版 発売
- 2005年6月24日 - 「キャラメルBOX やるきばこ」発売。ラビ攻略シナリオ収録
- 2006年3月17日 - Windows用DVDリニューアル版 発売。やるきばこのラビ攻略シナリオを収録
- 2007年1月26日 - 「キャラメルBOX やるきばこ 復刻版」発売
- 2007年12月21日 - Windows用ダウンロード版発売（DLsite.com Professional）
- 2009年5月1日 - Windows用ダウンロード版発売（キャラメルBOX公式DLストア）
  - ※公式DLストア版はDVDリニューアル版同等品（ラビシナリオ収録版）

## ストーリー
10年前に月に引きずられてマグランの街の一角を破壊し、街を出て行かざるを得なくなった主人公のミルディン・グリフィズ。彼が王国の魔術試合で見出されたことからハイランド王国騎士団（ナイツ）に推挙されることになり、その条件としてマグランの学校を卒業することを提示された。再び故郷のマグランの地へと戻ってきたミルディンは、妹のリースや幼馴染達との再会を果たす。一方、マグランでは年に1度の太陽祭の時期が近づいていた。

## キャラクター
ミルディン・グリフィズ
主人公。十年ぶりにマグランに帰郷し、ハイランド王立魔法学校「クレーンズ・ビレッジ」に転入することになる。強大な魔力を持つ「月の子」であり、10年前に暴走して（月に引き摺られて）マグランに多大な被害を及ぼした（とされる）。その後研鑽を重ね、今ではハイランド・ナイツに推挙されるほどの実力の持ち主となっている。使い魔：（メイン）ボゥロゥ（複数召喚時）エイロン、ディン、ルース、ネズ、ロシェ、リジェ、ナオ
リース・グリフィズ
声 - ありす
主人公の義理の妹でクレーンズ・ビレッジの生徒。実は「月の子」で、10年前にマグランを破壊した。使い魔：ジャスパー
エーファ
声 - 籐野らん
クレーンズ・ビレッジの生徒で主人公と同じクラスだが、あまり真面目ではない。実は古代種の末裔。かなり奔放な性格である。
ミリア・ハツキ
声 - 芹園みや
主人公の幼馴染で、クレーンズ・ビレッジの教師を務めている。両親の関係で身体が成長しきれないまま成人となった。使い魔：ケリ
サラ・メッケイン
声 - 海原エレナ
ハイランド王都の貴族メッケイン家の娘（実は養女）。主人公と同じクラスでクレーンズ・ビレッジの生徒会長を務めている。実はリトルミル王家との縁がある（母親が王の妾）。使い魔：ラフネアル
スノゥ・フラン
声 - 神村ひな
今年の太陽祭の舞姫に選ばれている。クレーンズ・ビレッジの生徒で、リースと同学年。実はリトルミル王家の生き残り（第五王女のプリス・リトルミル）。魔法の能力はほとんどないとされていたが、ミルディンとの訓練で類いまれな魔法能力を発揮させる。使い魔：ミル
ラビ・ロス
声 - あおいひとみ
マグランの町長を世襲する子爵ロス家の長女。主人公の幼馴染で、クレーンズ・ビレッジの生徒。主人公と同じクラス。CD版では非攻略キャラだったが、『やるきばこ』に攻略シナリオが収録された。このシナリオは後に発売されたDVD版にも収録されている。使い魔：ヴァラシーズ
パトリシア・ヒュー
声 - 北都南
マグランの自治警備隊の隊長を務めている。主人公の幼馴染。愛称はパティ。クムの姉。生来の方向音痴。使い魔：ディー
アルクム・ヒュー
主人公の幼馴染。クレーンズ・ビレッジの生徒で、ミルディン、エーファ、サラ、ラビとは同学年で同じクラス。愛称はクム。パティの弟。しゃべらず、手に持ったボードに字を書いて会話する。生来の方向音痴。
フレイ・アマリエット
声 - 北都南
スノゥの同級生で、常に彼女と張り合っている。実はリトルミル王家を滅ぼした秘密結社ゲレルドの構成員。
ダヴィッズ・キニル
ハイランド騎士団（ナイツ）の現統率者。偽名を名乗って国内を放浪（巡回？）していることが多い。ミルディンを高く評価しており、ナイツに推挙した。
ローエングリン・ルイド
秘密結社ゲレルドの統率者。太陽祭の混乱に乗じてマグランに攻め込もうとしていたが、ミルディンとの対決を経て組織ごと姿を消す。
ニスィエン・カムブレンシス
『やるきばこ』のみの登場。先の大戦でハイランドを裏切った当時の参謀長。別名・背任のニスィエン。ダヴィッズとは大戦時、イオルウィシア城塞攻略戦において共に戦った戦友でもある。

## スタッフ
- シナリオ - ほしまる
- シナリオ補佐 - 嵩夜あや
- キャラクターデザイン・原画 - のり太
- CG監修 - エノモト
- CG - ヨダ・さじたひかる・エノモト・のり太
- 音楽制作 - ZIZZ STUDIO
- 音楽プロデューサー - 磯江俊道（ZIZZ STUDIO）
- 共同音楽プロデューサー - 江幡育子（ZIZZ STUDIO）
- BGMコンポーザー - 磯江俊道・大山曜・川越好博・神保伸太郎・菅谷豊・筒井香織
- 演奏
  - A.Guitar&Bass - 大山曜
  - E.Guitar - 中山篤英
  - Violin - 北辻みさ
  - Clarinet&Recorder - 筒井香織
  - Keyboards - 磯江俊道・川越好博
  - Percussion - 佐々木しげそ
  - Chorus - いとうかなこ
- レコーディング・マスタリングエンジニア - 磯江俊道（ZIZZ STUDIO）
- レコーディングスタジオ - Studio Alphonte・ZIZZ STUDIO
- 背景 - 神威光司・秋山健太郎
- 効果音 - H.B STUDIO
- プログラム - 市郎次
- デザインワーク - yoshiyuki（ニトロプラス）
- ムービー - 神威光司
- WEBデザイン - さじたひかる
- 音声収録・キャスティング - 松沼廣有（ホビボックス株式会社）
- セールスプランニング - 小山秀一（ホビボックス株式会社）
- 販売営業 - 一宮広和（ホビボックス株式会社）
- SPツールデザイン - 瀧村研二（ホビボックス株式会社）
- イベント企画・進行管理 - 榎本覚（ホビボックス株式会社）
- 審査進行管理 - 土谷香（ホビボックス株式会社）
- 開発サポート - まさかり（ニトロプラス）
- 広報 - ジョイまっくす（ニトロプラス）・ニトロくん（同）・まんぼ
- Special Thanks - 銭取・ごきち
- エグゼクティブプロデューサー - 倉崎克之（ホビボックス株式会社）・渡邊憲博
- プロデューサー - でじたろう（ニトロプラス）
- 制作協力 - ホビボックス株式会社・株式会社ニトロプラス
- ディレクター - エノモト

### 楽曲
- OP「静かなる Moon Sign」
  - 作詞 - 江幡育子 / 作・編曲 - 大山曜 / 歌 - いとうかなこ
- ED「琥珀の記憶」
  - 作詞 - 江幡育子 / 作・編曲 - 磯江俊道 / 歌 - いとうかなこ
- BGM
  - 1.『静かなる Moon Sign』 Instrument Version
  - 2.『静かなる Moon Sign』 Music Box Version
  - 3.『静かなる Moon Sign』 Hard Version
  - 4.『静かなる Moon Sign』 Requiem Version
  - 5.朝の木漏れ日
  - 6.何気ないひととき
  - 7.寄り道談義
  - 8.夜光花 A Luminous Flower
  - 9.午後の散策
  - 10.リース〜白百合のような乙女
  - 11.エーファ〜草の精
  - 12.ミリア〜まほうの笛
  - 13.サラ〜本の扉
  - 14.スノゥ〜剣の舞
  - 15.村一番の娘
  - 16.いどばた話
  - 17.エレメンツ
  - 18.蜃気楼
  - 19.月は知っている
  - 20.胸の中の小さなカケラ
  - 21.透明想い
  - 22.北風の旅人
  - 23.パイをなげろ！！
  - 24.間奏曲1
  - 25.間奏曲2
  - 26.幻想夜

## 関連商品
- Highland Knights シャマナシャマナ 〜月とこころと太陽の魔法〜 Original Soundtrack

## 備考
- 同ブランドの『あえかなる世界の終わりに』、『うつりぎ七恋天気あめ』では、ネットゲームの背景にマグランの背景が、BGMに本作のBGMがそれぞれ流用されている。
- 同ブランドの11作目『ボクの手の中の楽園』は本作と同じ世界での物語となっている（舞台は別の場所）。